# Утепов Шаріп Гайсанович
Шаріп Гайсанович Утепов (24 листопада 1906, аул Ахмірово Усть-Каменогорського повіту Семипалатинської області, тепер Республіка Казахстан — травень 1981, місто Алма-Ата, тепер Алмати, Республіка Казахстан) — радянський партійний діяч, в.о. 1-го секретар Західно-Казахстанського обласного комітету КП(б) Казахстану. Депутат Верховної Ради СРСР 1-го скликання (1937—1938). 

## Біографія
Народився в селянській родині. У 1920 році вступив до комсомолу. З 1922 по вересень 1924 року — селянин у власному господарстві в аулі Ахмірово Усть-Каменогорського повіту Казакської АРСР. З 1922 року працював секретарем аульного комсомольського осередку.
У вересні 1924 — травні 1925 року — слухач Семипалатинської губернської радпартшколи.
У травні — листопаді 1925 року — відповідальний секретар Ленінського волосного комітету комсомолу (РКСМ) Семипалатинського повіту Казакської АРСР.
У листопаді 1925 — листопаді 1927 року — інструктор, відповідальний секретар Семипалатинського повітового комітету РКСМ Казакської АРСР.
У листопаді 1927 — жовтні 1928 року — відповідальний секретар Каркаралінського повітового комітету ВЛКСМ Казакської АРСР.
Член ВКП(б) з жовтня 1928 року.
У жовтні 1928 — травні 1929 року — слухач Семипалатинської губернської радпартшколи.
У травні 1929 — липні 1930 року — завідувач організаційного відділу Актюбинського окружного комітету ВЛКСМ Казакської АРСР.
У липні 1930 — липні 1932 року — інструктор ЦК Революційної спілки молоді Монгольської Народної Республіки в Улан-Баторі.
У липні — листопаді 1932 року — заступник завідувача організаційного відділу Казахського крайового комітету ВЛКСМ.
У листопаді 1932 — серпні 1933 року — відповідальний секретар Алма-Атинського обласного комітету ВЛКСМ Казахської АРСР.
У вересні 1933 — грудні 1934 року — помічник начальника політичного сектора Народного комісаріату землеробства Казахської АРСР.
У січні — липні 1935 року — студен комуністичного університету марксизму-ленінізму в Алма-Аті.
У липні — грудні 1935 року — заступник завідувача відділу керівних комсомольських органів Казахського крайового комітету ВЛКСМ.
У січні 1936 — червні 1937 року — 1-й секретар Алма-Атинського обласного комітету ЛКСМ Казахської РСР.
У червні — листопаді 1937 року — 3-й секретар Алма-Атинського обласного комітету КП(б) Казахстану.
У листопаді 1937 — травні 1938 року — в.о. 1-го секретаря Західно-Казахстанського обласного комітету КП(б) Казахстану. Входив до складу особливої трійки, створеної за наказом НКВС СРСР від 30 липня 1937 року, брав активну участь у сталінських репресіях.
З червня по вересень 1938 року перебував у розпорядженні ЦК КП(б) Казахстану в місті Алма-Аті.
Заарештований 6 вересня 1938 року НКВС Казахської РСР. Виключений з членів ВКП(б). Засуджений Особливою нарадою при НКВС СРСР 26 жовтня 1940 року за статтями 58-2, 58-11 КК РРФСР до 8 року виправно-трудових таборів.  До листопада 1940 року перебував у в'язниці міста Алма-Ати. У листопаді 1940 — вересні 1946 року — в'язень виправно-трудового табору в Архангельську.
У вересні 1946 — лютому 1948 року — завідувач виробництва артілі «Кооператив» села Чемолган Каскеленського району Алма-Атинської області. У лютому 1948 — лютому 1949 року — колгоспник колгоспу «Енбек» села Ахмірово Казахської РСР.
Повторно заарештований 5 лютого 1949 року. Засуджений Особливою нарадою при МДБ СРСР 18 червня 1949 року за статтями 58-2, 58-7, 58-8, 58-11 КК РРФСР до спецпоселення. До травня 1955 року проживав на поселенні, працював бракером і приймальником лісу Тасєєвської сплавконтори селища Лужки Тасєєвського району Красноярського краю. Реабілітований 5 листопада 1954 року.
У травні 1955 року переїхав до Алма-Ати. У травні 1955 — травні 1956 року — заступник директора із господарської частини Алма-Атинської трикотажної фабрики. У травні 1956 — січні 1960 року — директор Алма-Атинської шкіряногалантерейної фабрики.
З січня 1960 року — персональний пенсіонер в Алма-Аті. У 1963 році закінчив Казахський державний університет імені Кірова, здобув спеціальність вчителя історії і суспільствознавства. Автор художніх історичних книг та спогадів.
Помер у травні 1981 року в Алма-Аті.
Реабілітований 16 квітня 1997 року Генеральною прокуратурою Республіки Казахстан (Закон РК від 14.04.1993).

## Нагороди
- орден Дружби народів (24.11.1976)
- ордени
- медалі